# Hrabstwo Dodge (Wisconsin)
Hrabstwo Dodge (ang. Dodge County) – hrabstwo w stanie Wisconsin w Stanach Zjednoczonych.
Obszar całkowity hrabstwa obejmuje powierzchnię 906,99 mil² (2349,09 km²). Według szacunków United States Census Bureau w roku 2009 miało 87 335 mieszkańców. Jego siedzibą administracyjną jest Juneau.
Hrabstwo zostało utworzone w 1836. Nazwa pochodzi od nazwiska Henry'ego Dodge'a, gubernatora Terytorium Wisconsin.
Na obszarze hrabstwa znajdują się rzeki Ashippun, Beaver Dam, Crawfish, Milwaukee, Rock, Rubicon oraz 29 jezior.

## Miasta
- Ashippun
- Beaver Dam – city
- Beaver Dam – town
- Burnett
- Calamus
- Chester
- Clyman
- Elba
- Emmet
- Fox Lake  – city
- Fox Lake  – town
- Herman
- Hubbard
- Hustisford
- Horicon
- Juneau
- Lebanon
- Leroy
- Lomira
- Lowell
- Mayville
- Oak Grove
- Portland
- Rubicon
- Shields
- Theresa
- Trenton
- Watertown
- Waupun
- Westford
- Williamstown

## Wioski
- Brownsville
- Clyman
- Hustisford
- Iron Ridge
- Kekoskee
- Lomira
- Lowell
- Neosho
- Randolph
- Reeseville
- Theresa

## CDP
- Ashippun
- Burnett
- Lebanon